# Реформизм в Иране
Реформи́зм в Ира́не — национальный вариант реформизма, отражённый в повестках многих политических организаций, называемых в Иране реформи́стами (перс. اصلاح‌طلبان‎, ром. Eslâh-Talabân). Иранские реформисты являются, наряду с принципалистами (консерваторами), одним из двух основных политических лагерей в постреволюционном Иране. Начало движению реформистов в Иране положил видный религиозный и политический деятель худжат аль-ислам валь Муслемин Сейид Мохаммад Хатами, победив на президентских выборах 1997 года во главе созданной им коалиции, объединившей «традиционных левых … лидеров бизнеса, которые хотели, чтобы государство открыло экономику и позволило больше иностранных инвестиций … женщин и молодых избирателей». День избрания Хатами президентом, 2 Хордада 1376 года по иранскому календарю, считается датой начала «эры реформ» в Иране, которая длилась с 1997 по 2005 год — продолжительность обоих сроков пребывания Хатами в должности. Поэтому его последователей часто называют «Движение 2-го хордада». С тех пор иранские реформисты ведут борьбу за изменение иранской политической и социальной систем с целью их либерализации и демократизации.
Мохаммад Хатами и по сей день остаётся духовным лидером реформистского движения в Иране. К основным фигурам иранского реофрмизма можно также отнести 7-го президента Хасана Рухани, который начав свой первый срок как прагматик-центрист ко второму твердо переместился влево, и лидера ведущей парламентской фракции реформистов Мохаммада-Реза Арефа. Основной зонтичной организацией и ведущей коалицией внутри движения реформистов является Совет по координации Фронта реформ. Однако существуют реформистские группы, не связанные с Советом, такие как Фронт реформистов.
Принципалисты доминируют в иранской политике уже более 40 лет, с момента победы Исламской революции в Иране, ликвидации монархии и провозглашения Исламской Республики. Этому способствуют особенности государственного устройства Ирана, при которой главенствующую роль в управлении государством играет исламское духовенство. Так, фактически высшей государственной должностью в Исламской Республике Иран в соответствии с доктриной «Велаят-э-факих» является Высший руководитель Ирана, который избирается Советом экспертов и подотчётен только ему. Высший руководитель Ирана одновременно является главой государства, определяя общую политику страны, и верховным главнокомандующим Вооружёнными силами Ирана, а также назначает людей на ключевые посты в государстве. В то время как президент Ирана, хоть и избирается всеобщим голосованием, лишь второе по значимости должностное лицо в Иране. Президент является гарантом конституции и главой исполнительной власти, но решения по ключевым вопросам принимаются только после одобрения Высшего руководителя.
Принципалисты контролировали иранский парламент в течение большей части существования Исламской Республики, но с 1989 года, когда страну возглавил аятолла Али Хаменеи ни один консервативный политик не избирался президентом до выборов 2021 года. 6-й президент Ирана Махмуд Ахмадинежад (2005—2013) при всей своей близости к консерваторам считается не принципалистом или революционером, а правым популистом. Согласно опросу, проведённому Iranian Students Polling Agency (ISPA) в апреле 2017 года, 28 % иранцев идентифицируют себя как склоняющихся к реформистам. Для сравнения, лишь 15 % считают себя склонными к принципализму.

## Предпосылки

### Организации
Под «Движением 2-го хордада» обычно подразумевают не только коалицию 18 групп и партий фронта реформ, но и ко всем, кто был сторонником программ реформ Хатами в 1997 году. Идеология Хатами и основанного им реформистского движения основаны на идеях демократии и либерализма в исламской интерпретации.
Фронт реформ состоит из нескольких политических партий, среди которых самые известные:
- Фронт участия Исламского Ирана[англ.] — считается доминирующей силой «Движения 2-го хордада»,[20] «главной реформистской партией»[21] и партией, наиболее тесно связанной с президентом Хатами.[19] Ключевыми фигурами являются Мохаммад-Реза Хатами, Саид Хаджарян[англ.], Алиреза Алавитабар[англ.], Аббас Абди[англ.], Мохсен Сафаие-Фарахани[англ.], Мохсен Аминзаде[англ.] и Мостафа Тайзаде[англ.].
- Ассоциация боевого духовенства — считается основной организацией реформистски настроенного духовенства.[21] Ключевые фигуры Мохаммад Хатами, Хади Хаменеи, Маджид Ансари[англ.], Мохаммад Мусави Хоэйния[англ.] и Мухаммед Тавассоли.
- Организация моджахедов Исламской Революции в Иране[англ.] — небольшая, но влиятельная организация интеллектуалов и технократов, которая считается «ключевой политической группой» в реформистском движении.[21] Ключевые фигуры: Бехзад Набави[англ.], Мохсен Армин[англ.], Мохаммад Салевати и Фейзолла Арабсорхи.

### Идеи
В формировании идейной основы иранского реформизма участвовали многие иранские интеллектуалы. Пожалуй, самой влиятельной фигурой среди них был философ, исследователь творчества Руми, бывший профессор Тегеранского университета Абдолкарим Соруш. На протяжении многих лет он был самым громким из публичных критиков режима. Впоследствии, именно студенты, часто посещавшие лекции Соруша в Тегеранском университете, приняли активное участие в создании «Движения 2-го хордада». Многие известные деятели движения принадлежат к кругу учеников и последователей Сороуша. Однако, на подъёме «Движения 2-го хордада», в качестве главного теоретика и главного стратега в лагере Хатами выступил Саид Хаджарян, стратег, журналист, и бывший сотрудник иранской разведки.
В то время как идеология иранского консерватизма традиционно строится на таких понятиях как emperialism (империализм), mostazafen (бедность), jehad (джихад), mojahed (моджахеды), shahed (шахид), khish (корни), enqelab (революция) и gharbzadegi («опьянение Западом»), идейную основу иранского реформизма можно описать используя такие ключевые термины как: demokrasi (демократия), moderniyat (современность), azadi (свобода), barabari (равенство), jam’eh-e madani (гражданское общество), hoquq-e beshar (права человека), mosharekat-e siyasi (участие в политической жизни), shahrvandi (гражданственность) и т. д.

### Сторонники
Есть точка зрения, что «ядро» реформаторского движения состоит из исламских левых, лишённых права баллотироваться на выборах исламскими консерваторами после смерти аятоллы Рухоллы Хомейни в 1989 году. Исламские левые, примкнувшие к реформистам, включают таких известных деятелей как философ Абдолкарим Соруш, журналист и бывший разведчик Саид Хаджарян, журналист, писатель и диссидент Акбар Ганджи, священнослужитель и политик Али Акбар Мохташамипур, активист и политик Ибрахим Асгарзаде, политик Мохсен Мирдамади, художник и архитектор Мир-Хосейн Мусави, а также исламские студенческие группы «Анжоман-э-Ислами» и «Укрепление единства».
Среди поддерживающих реформистское движение есть много бывших членов Организации моджахедов Исламской Революции, которые вели борьбу сначала против монархии Пехлеви, а затем против режима Исламской Республики. Также на стороне реформистов выступают Ассоциация боевого духовенства, первоначально занимавшая весьма радикальные и популистские позиции и выступавшая за распространение революции и государственную монополию на экономику.
Среди СМИ, поддерживающих реформистов, выделяются такие как Iran-e Farda и Kian magazinez.
Хатами пользовался поддержкой самых разных слоёв населения, и за него голосовали даже такие далёкие от реформистов люди как стражи революции, члены «Басидж» и семинаристы. Однако ядро электората реформистов традиционно составляют современный средний класс, студенты, женщины и городские рабочие. На руку реформистам играет и то, что уже к 1995 году около половины из населения Ирана были слишком молоды, чтобы помнить времена исламской революции.

## История

### 1990-е: оптимистичное начало
Президентские выборы 1997 года
«Движение 2-го Хордада» началось с неожиданной победы на президентских выборах 23 мая 1997 года тогда ещё «малоизвестного священнослужителя» Мохаммада Хатами, набравшего почти 70 % голосов. Победа Хатами была приписана в основном голосам женщин и молодёжи, которые голосовали за него, потому что он обещал улучшить положение женщин и ответить на требования молодого поколения в Иране. Ещё одним показателем реформистского настроя в иранском обществе было то, что явка избирателей составила 80 % по сравнению с 50 % на предыдущих выборах, на которых не было ни одного кандидата-реформиста.
Хатами считается первым иранским президентом-реформистом, поскольку его кампания была сосредоточена на верховенстве закона, демократии и вовлечении всех иранцев в процесс принятия политических решений.
Местные выборы 1999 года
Новым убедительным доказательством растущего влияния реформистских настроений стал триумф кандидатов-реформистов на местные выборы 1999 года, когда они выиграли 71 % мест в советах больших городов, в том числе все места в городском совете Тегерана.
Студенческие протесты (1999)
9 июля 1999 года в ответ на закрытие правительством реформистской газеты «Салам» начались студенческие протесты. Демонстрации студентов Тегеранского университета продолжались в течение нескольких дней, распространившись в большинство городов Ирана и в более чем девяноста пяти странах мира. Протесты закончилась насилием и многими жертвами, в частности, в результате нападения сил безопасности на общежитие Тегеранского университета погиб один из студентов. На тот момент это были крупнейшие антиправительственные выступления в истории Иране со времён исламской революции 1979 года. Три месяца спустя, Хатами выступил с речью в защиту программы реформ и реформистского правительства. Он сослался на необходимость реформирования системы изнутри с использованием двух элементов — исламского и республиканского.
Попытка покушения на Саида Хаджаряна
Вскоре после подъёма реформистского движения была предпринята попытка убийства Саида Хаджаряна, главного стратега лагеря реформистов. В марте 2000 года на входе в городской совет Тегерана, депутатом которого он был на тот момент, неизвестный вооружённый человек выстрелили ему в голову, после чего сбежал на мотоцикле с сообщником. Пуля вошла в левую щеку Хаджаряна и попала в шею. Он выжил, но был парализован. Во время его комы группы молодых иранцев проводили бдение возле больницы, где он проходил лечение. Из-за этой травмы Хаджарян теперь использует ходунки, и его голос искажён.
Несколько дней спустя, по подозрению в покушении на Хаджаряна были арестованы Саид Асгар, член милиции «Басидж», и семеро других мужчин. Асгар был приговорён к 15 годам тюремного заключения, ещё два обвиняемых получили от 7 до 10 лет, двое других приговорены к менее длительным срокам, а ещё трое были оправданы. Известно, что Асгар и его сообщники участвовала в нападениях на студентов Тегеранского университета в июле 1999 года, протестовавших против закрытия реформистской газеты «Салам». Никто из осуждённых за покушение на Хаджаряна не провел сколько-нибудь значительного времени в тюрьме.
6-й Меджлис (2000)
В первом туре парламентских выборов 2000 года, реформистские кандидаты получили большинство (69,25 %), или 26,8 миллиона из 38,7 миллиона избирателей. В конечном итоге реформисты завоевали 195 из 290 мест в 6-м Меджлисе.

### 2000-е: проблемы и расколы
Раскол внутри реформаторского движения (2001—2003)
После переизбрания Хатами в 2001 году движение распалось на две большие фракции. Одна из них, во главе с Хатами, считала на том, что страна может быть реформирована посредством существующих институтов и конституционных положений, настаивали на принятии новых законов, направленных на ограничение власти Совета стражей и судебной власти. В то же время в реформаторском движении оформился новый лагерь, требующий более быстрых перемен, которые по их мнению можно проводить не только законотворчеством, но и путём активных уличных протестов.
Местные выборы 2003 года
Местные выборы 2003 года, в отличие от предыдущих, завершились победой принципалистов. Разочарование миллионов иранцев в политическом процессе и вызванная им общественная апатия привели к тому, что выборы ознаменовались самой низкой явкой избирателей за двадцать четыре года. По всей стране в голосовании приняли участие менее половины избирателей, при этом в ключевых городах, таких как Тегеран, Исфахан и Мешхед, проголосовали только от 12 до 15 % избирателей). В результате, в той же столице принципалисты, в первую очередь прагматики, связанные с бывшим президентом Хашеми Рафсанджани, заняли четырнадцать из пятнадцати мест городского совета.
Национальный день протеста (2003)
В 2003 году ведущая демократическая студенческая группа Ирана студенческая организация Бюро по укреплению единства объявила 9 июля национальным днём протеста, чтобы отметить четырёхлетие массовых студенческих протестов 1999 года. Многие надеялись, что этот день приведёт к восстанию, которое «сломит спину» сторонникам «жёсткой линии», но власти умело «использовала насилие, запугивание и изощрённый подход кнута и пряника, чтобы высосать ветер из демонстраций». Есть точка зрения, что провал этого протеста «нанёс смертельный удар реформаторскому движению».
7-й Меджлис (2004)
В январе 2004 года, незадолго до выборов в 7-й Меджлис, консервативный Совет стражей предпринял беспрецедентный шаг, запретив выдвижение около 2500 кандидатов, что составляет почти половину от общего числа, в том числе 80 действующих депутатов. Более 100 депутатов подали в отставку в знак протеста. Это решение, по мнению некоторых наблюдателей, «разрушило любые притязания на иранскую демократию». За день до выборов были запрещены реформистские газеты Yas-e-no и Shargh. В результате, явка значительно снизилась, с 67,35 % на выборах 2000 года, до 51,21 % в 2004 году. Так как реформисты были ослаблены, а их сторонники деморализованы, но принципалисты одержали лёгкую победу, получив почти 68 % мест в парламенте.
Президентские выборы 2005 года
На президентских выборах 2005 года главными кандидатами «Движения 2-го Хордада» считались профессор педиатрии Мостафа Моин и влиятельный священнослужитель Мехди Карруби. Тем не менее, ни один из них не вышел во второй тур: Моин занял пятое место, а Карруби третье. Даже то что во второй тур смог выйти близкий к реформистам прагматик Али Акбар Хашеми Рафсанджани, многие сторонники реформистского движения проигнорировали голосование, тем самым отдав победу правому популисту Махмуду Ахмадинежаду, за которого проголосовали принципалисты.
9-й Меджлис (2012)

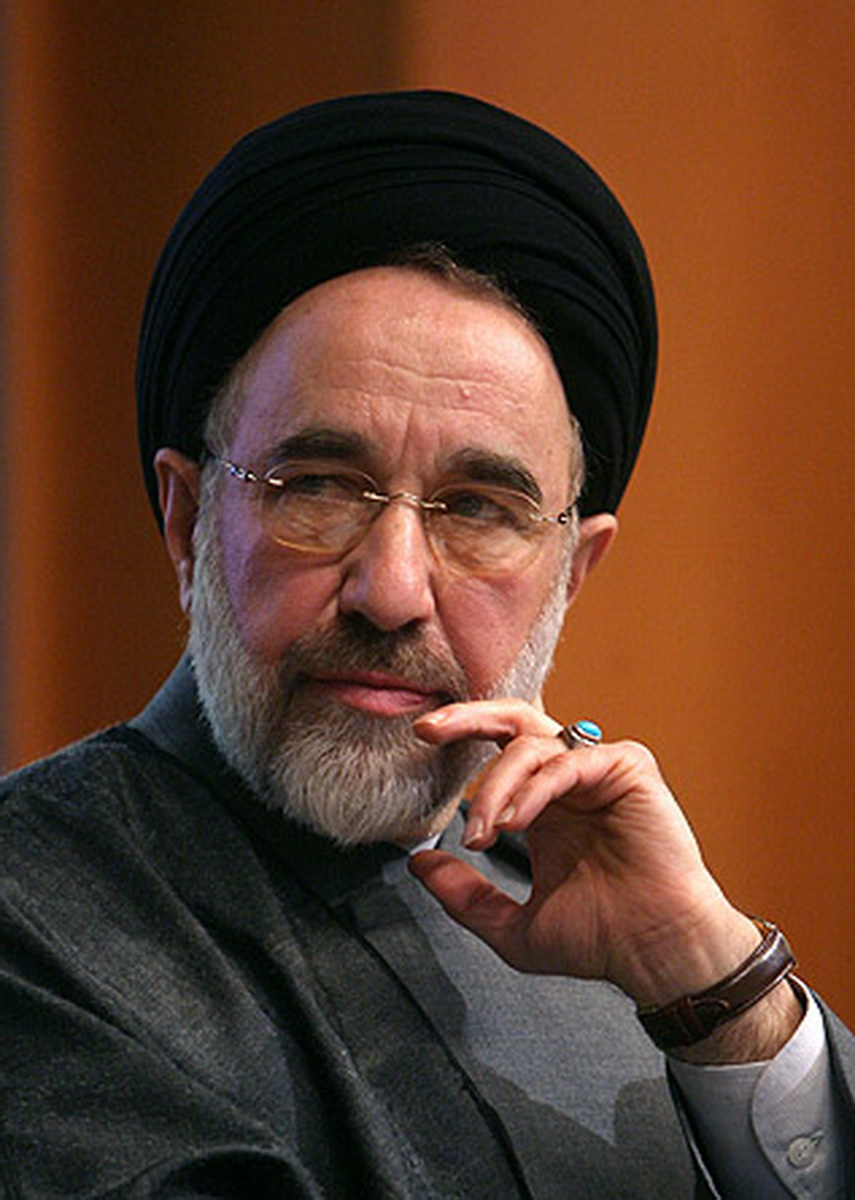
Мохаммад Хатами в декабре 2007 года

Ряд неудач реформистов во 2-й половине 2000-х годов и репрессии со стороны властей привели к тому, что выборы в 9-й Меджлис прошли практически без участия реформистов. Консервативный лагерь — оставшись без объединяющего противника — распался на различные фракции, разделившись на сторонников и противников президента Ахмадинежада, осмелившегося бросить вызов режиму Хаменеи. Победу одержала крупнейшая группа консерваторов Объединённый фронт принципалистов во главе с Али Лариджани, получив вместе с союзниками 133 места из 290.
Президентские выборы 2009 года
Кандидатами-реформистами на президентских выборах 2009 года были Мир-Хосейн Мусави и Мехди Карруби. Сторонники Мусави не поверили в результаты выборов и инициировали серию акций протеста. После несколько дней ситуация в стране резко обострилась, поскольку члены народного ополчения «Басидж», лояльные властям Исламской Республики, начали нападать на протестующих, и наоборот. Некоторые протестующие даже попытались свергнуть Исламскую Республику. Протесты длились нескольких месяцев, получив название «Зелёное движение».

### 2010: пробуждение
Президентские выборы 2013 года
Учтя ошибки двух предыдущих президентских кампаний, в 2013 году реформисты смогли выставить единого кандидата, которым с одобрения Совета по координации Фронта реформ стал духовный и государственный деятель Хасан Рухани, центрист-прагматик. Успешно проведя предвыборную кампанию, несмотря на противодействие властей, реформисты одержали убедительную победу уже в первом туре.
10-й Меджлис (2016)
Желая закрепить успех, достигнутый на президентских выборах 2013 года, перед выборами в 10-й Меджлис союзники президента Рухани создали широкую коалицию из числа реформистов, центристов и умеренных консерваторов. Всем вместе им удалось получить 119 мест из 290, ещё 76 мест завоевали умеренные консерваторы и независимые кандидаты, близкие к реформистам.
Президентские выборы 2017 года
В 2017 году реформисты поддержали действующего президента Хасана Рухани, который добился переизбрания уже в первом туре, показав второй в истории президентских выборов результат.

## Результаты выборов

### Президентские выборы
| Год    | Кандидат                     | Голоса     | %     | Место            | Партия |
| ------ | ---------------------------- | ---------- | ----- | ---------------- | --- |
| 1997   | Мохаммад Хатами              | 20 078 187 | 69,6  | Победа           | Ассоциация боевого духовенства и «Лидеры строящегося Ирана»                                                                                     |
| 2001   | Мохаммад Хатами              | 21 659 053 | 77,1  | Победа           | Фронт участия Исламского Ирана, Организация моджахедов Исламской Революции в Иране, Ассоциация боевого духовенства и «Лидеры строящегося Ирана» |
| 2005/1 | Али Акбар Хашеми Рафсанджани | 6 211 937  | 21,13 | Выход во 2-й тур | «Лидеры строящегося Ирана» |
| 2005/1 | Мехди Карруби                | 5 070 114  | 17,24 | 3-е              | Ассоциация боевого духовенства |
| 2005/1 | Мостафа Моин                 | 4 083 951  | 13,89 | 5-е              | Фронт участия Исламского Ирана, Организация моджахедов Исламской Революции в Иране                                                              |
| 2005/1 | Мохсен Мехрализаде           | 1 288 640  | 4,38  | 7-е              | Нет поддержки крупных партий |
| 2005/2 | Али Акбар Хашеми Рафсанджани | 10 046 701 | 35,93 | 2-е              | Тактическое голосование |
| 2009   | Мир-Хосейн Мусави            | 13 338 121 | 33,75 | 2-е              | Фронт участия Исламского Ирана, Организация моджахедов Исламской Революции в Иране, Ассоциация боевого духовенства и «Лидеры строящегося Ирана» |
| 2009   | Мехди Карруби                | 333 635    | 0,85  | 4-е              | Кандидат Партии национального доверия |
| 2013   | Хассан Рухани                | 18 692 500 | 50,88 | Победа           | Тактическое голосование с одобрения Совета по координации Фронта реформ                                                                         |
| 2017   | Хассан Рухани                | 23 549 616 | 57,13 | Победа           | Единодушная поддержка реформистских сил |

### Комментарии
1. ↑  В целом, реформисты и поддерживаемые ими кандидаты выиграли 52 места на выборах, однако лишь 17 из них являются реформистами.[9] По словам иранского учёного и политика Хоссейна Мусавяна, доля центристов и реформистов в Совете составляет 19 %.[10]